# 臺灣官話
臺灣官話是在臺灣使用的官話方言。臺灣官話歷史始於明鄭時期，清治時期官方曾嘗試推廣官話，日治時期，臺灣漢文書面作品主要是基於官話白話文。然而，在中華民國抗日戰爭戰後至中華民國政府遷臺以前，官話在臺灣始終沒有成為通用語，僅在來臺官員間被使用；隨著1950年代官方在國語運動賦予官話「中華民國國語」的地位，臺灣官話取代了臺灣閩南語、臺灣客家語和臺灣原住民語言成為通用語。另外，「臺灣國語」在台灣一般是形容帶有臺灣閩南語口音或詞彙的官話。

## 歷史
官話最早在明鄭時期隨南明貴族傳入南臺灣，以江淮官話為主，但鄭氏家族及明鄭軍民主要仍以使用閩南語為主。
清治初期，泉漳及客家移民社會仍主要以閩南語和客家語做為其通用語。1728年，清雍正帝頒佈《諭閩廣正鄉音》，明令八年後福建和廣東兩省文人需通曉北京官話方可參加科舉，該詔諭中亦反應了清初臺灣官民多不通官話的情況。因此，臺灣官方開始推行「官話運動」，臺灣府轄下包含臺灣縣、鳳山縣、諸羅縣和彰化縣等縣治均設立正音學院，也在平埔族番社建立社學，以官話講授。然而，乾隆年間，因「官話運動」成效不彰而紛紛廢除，閩南語或客家語仍是臺灣人讀書時的讀音。至道光和咸豐年間，無論是臺灣官學或地方官吏，在語言上仍以閩南語或客家語為主。在民間，官話的使用僅限於每月初一十五宣講《聖諭廣訓》之時，且通常會以地方語言詳細解說之。滿清官方在臺灣漢人社會推廣官話是失敗的。